# Hiluvalli, Narasimharajapura
Hiluvalli là một làng thuộc tehsil Narasimharajapura, huyện Chikmagalur, bang Karnataka, Ấn Độ.